# Gérald Cyprien Lacroix
Gérald Cyprien Lacroix (Saint-Hilaire-de-Dorset, 27 luglio 1957) è un cardinale e arcivescovo cattolico canadese, dal 22 febbraio 2011 arcivescovo metropolita di Québec.

## Biografia
Gérald Cyprien Lacroix è nato il 27 luglio 1957 nel villaggio agricolo di Saint-Hilaire de Dorset, provincia ed arcidiocesi di Québec, nella parte sud-orientale del Canada vicino al confine statunitense; proveniente da una famiglia francofona e cattolica di piccoli agricoltori, è il primogenito dei sette figli di Raymond Lacroix e Brigitte Laurendeau.

### Formazione e ministero sacerdotale
Dopo aver cominciato l'istruzione elementare presso le scuole locali, quando aveva otto anni, nel 1965 si è trasferito insieme ai familiari a Manchester, Stato federato del New Hampshire negli Stati Uniti d'America, a circa 460 km dal luogo natio; qui ha terminato la formazione primaria ed ha cominciato quella secondaria alla Trinity High School, dove ha ottenuto il diploma. Durante l'ultimo anno di liceo, nel 1975 è entrato come membro laico nell'Istituto secolare Pio X, fondato nel 1941 proprio a Manchester da padre Henri Roy. Poco dopo ha cominciato gli studi universitari al Saint Anselm College di Goffstown, senza tuttavia terminarli.
Tornato a Québec, all'età di diciotto anni, ha lavorato prima in un ristorante e poi come grafico in una casa editrice. Nel 1980 si è preso un anno sabbatico per partire come missionario in Colombia, servendo in una clinica per indigenti. Sentendo maturare la vocazione al sacerdozio, nel 1982 è tornato in Canada ed ha emesso la professione solenne nell'istituto, divenendone anche segretario generale lo stesso anno; contemporaneamente si è iscritto all'Università Laval, dove ha ottenuto il baccalaureato in teologia nel 1985, anno in cui è stato nominato anche consigliere del consiglio generale e direttore della Maison du Renouveau, centro di formazione cristiana e rinnovamento spirituale dell'istituto a Québec. Ha terminato gli incarichi dell'istituto nel 1987.
È stato ordinato diacono il 25 marzo 1988, nella chiesa St. Anthony of Padua a Manchester, da Odore Joseph Gendron, vescovo di Manchester. Trentunenne, ha poi ricevuto l'ordinazione sacerdotale l'8 ottobre seguente, nella chiesa di Notre-Dame-de-la-Recouvrance a Québec, per imposizione delle mani di Maurice Couture, R.S.V., vescovo titolare di Talattula ed ausiliare di Québec.
Nel 1990 si è trasferito nuovamente in Colombia, dove è stato inviato come missionario per diffondere l'istituto, e lo stesso anno è divenuto parroco della parrocchia Nuestra Señora del Carmen ad Argelia per un triennio; rientrato momentaneamente in patria, nel 1993 ha conseguito il Master's degree in teologia pastorale all'Università Laval. Di nuovo in Colombia, ha ricoperto numerosi incarichi nell'arcidiocesi di Popayán fino al 1998: professore al seminario maggiore San José, membro del Consiglio pastorale, membro del Consiglio presbiterale, membro della Commissione dei mezzi di comunicazione sociale e direttore della Commissione per la liturgia. Inoltre, durante la missione, ha diffuso l'istituto in sette regioni ed ha aperto 9 case.
Tornato a Québec, nel 2001 è stato eletto direttore generale dell'Istituto secolare Pio X per un mandato di quattro anni, venendo poi rieletto nel 2005 e ricoprendo tale ufficio fino alla promozione all'episcopato; nel 2008 è divenuto anche presidente del segretariato della scuola di evangelizzazione Saint-André e membro del consiglio esecutivo della Conferenza mondiale degli istituti secolari.

### Ministero episcopale

#### Vescovo ausiliare Québec
Il 7 aprile 2009 papa Benedetto XVI lo ha nominato, cinquantunenne, vescovo ausiliare di Québec assegnandogli contestualmente la sede titolare di Ilta; è il primo appartenente all'Istituto secolare Pio X ad essere elevato all'episcopato. Ha ricevuto la consacrazione episcopale il 24 maggio seguente, nella basilica Sainte-Anne-de-Beaupré a Québec, per imposizione delle mani del cardinale Marc Ouellet, P.S.S., arcivescovo metropolita di Québec, assistito dai co-consacranti monsignori Maurice Couture, R.S.V., arcivescovo emerito della medesima sede, e Gilles Lemay, vescovo titolare di Eguga ed ausiliare dell'arcidiocesi; insieme a lui è stato consacrato anche l'altro nuovo ausiliare Paul Lortie. Come suo motto episcopale ha scelto Mane nobiscum Domine, che tradotto vuol dire "Resta con noi, Signore" (Luca 24, 29).
Poco dopo è divenuto membro del comitato per le relazioni interculturali ed interreligiose dell'Assemblea dei vescovi del Québec, mentre nell'ambito della Conferenza dei vescovi cattolici del Canada (CCCB o CECC) è stato nominato membro del Comitato per famiglia e vita ed incaricato dei rapporti con gli istituti secolari canadesi. Inoltre fa parte del consiglio dei governatori dell'organismo filantropico Fondation communautaire du grand Québec, che si occupa delle condizioni di vita della cittadinanza. 
Il 26 agosto 2010 è stato eletto amministratore diocesano della sede metropolitana dal Collegio dei consultori, in seguito al trasferito in Curia romana del cardinale Ouellet come prefetto della Congregazione per i vescovi il 30 giugno precedente.

#### Arcivescovo metropolita di Québec

Stemma da arcivescovo metropolita di Québec.

Il 22 febbraio 2011 il pontefice lo ha promosso, cinquantatreenne, arcivescovo metropolita di Québec, divenendo al contempo primate del Canada; poco dopo la notizia ha dichiarato che avrebbe continuato l'opera del suo predecessore, dando nuovo impulso all'evangelizzazione ed utilizzando un approccio basato sul dialogo, affermando: "Sarò diverso. Una cosa è certa: predicherò il Vangelo. Se la gente si aspetta qualcos'altro, rimarrà delusa". Ha preso possesso dell'arcidiocesi durante una cerimonia svoltasi nella basilica-cattedrale di Notre-Dame de Québec il 25 marzo successivo. L'11 aprile è stato ricevuto in udienza dal papa.
Il 21 maggio, in occasione dell'apertura del 118º anno accademico, il Saint-Anselme College gli ha conferito il dottorato honoris causa in divinità. Il 29 giugno successivo, giorno della solennità dei Santi Pietro e Paolo, si è recato presso la basilica di San Pietro in Vaticano, dove il pontefice gli ha imposto il pallio, simbolo di comunione tra la Santa Sede e il metropolita. Il 24 settembre ha avuto luogo la cerimonia per la sua investitura come gran priore per la luogotenenza del Canada-Québec dell'Ordine equestre del Santo Sepolcro di Gerusalemme.
Fin dall'inizio del suo ministero ha mostrato di avere un notevole interesse per le nuove comunicazioni via social-network, ritenendolo un modo più semplice per raggiungere le generazioni più giovani: infatti ha aperto un profilo Facebook già nel 2006 e nel 2011 è divenuto uno dei primi vescovi ad avere un account su Twitter. Nel 2012 ha ricevuto anche la medaglia del giubileo di diamante di Elisabetta II.

### Cardinalato

Stemma da cardinale.

Il 12 gennaio 2014, durante l'angelus domenicale, papa Francesco ha annunciato la sua creazione a cardinale nel concistoro del 22 febbraio seguente, il primo del suo pontificato; cinquantaseienne, è stato l'ottavo arcivescovo di Québec a ricevere la porpora ed al momento della nomina era uno dei porporati più giovani del Collegio cardinalizio. Durante la cerimonia, svoltasi nella basilica di San Pietro in Vaticano alle ore 11:00, il pontefice gli ha conferito la berretta, l'anello cardinalizio ed il titolo presbiterale di San Giuseppe all'Aurelio, vacante dal 30 giugno 2011, giorno della morte del cardinale tedesco Georg Maximilian Sterzinsky, arcivescovo metropolita di Berlino.
Il 22 maggio seguente lo stesso papa lo ha nominato membro della Congregazione per gli istituti di vita consacrata e le società di vita apostolica, del Pontificio consiglio per il dialogo interreligioso e del Pontificio consiglio della cultura. Ha preso possesso del suo titolo in una celebrazione svoltasi il 22 giugno successivo alle ore 10:30.
Nel maggio 2015 ha istituito la raccolta fondi À la table du Cardinal, dedicata alle opere sociali e comunitarie, che da allora si svolge ogni anno. Dal 4 al 25 ottobre successivi ha preso parte, come membro di nomina pontificia, alla XIV assemblea generale ordinaria del Sinodo dei vescovi, svoltasi nella Città del Vaticano, con tema La vocazione e la missione della famiglia nella Chiesa e nel mondo contemporaneo. Inoltre lo stesso anno gli è stata conferita la medaglia Gloire de l'Escolle da parte dell'Università Laval.
Il 28 ottobre 2016 è stato nominato anche membro della Congregazione per il culto divino e la disciplina dei sacramenti, mentre il 22 novembre è stato ricevuto in udienza dal papa. L'anno medesimo ha ricevuto anche il dottorato honoris causa dalla Saint Paul University di Ottawa.
Il 30 gennaio 2017, giorno dopo l'attentato terroristico nella moschea di Québec che ha causato numerose vittime, il papa gli ha indirizzato un telegramma di cordoglio attraverso il cardinale Pietro Parolin, segretario di Stato di Sua Santità; in seguito alla tragedia, ha cercato di riconciliarsi con la comunità musulmana celebrando una messa speciale per le vittime. Nel mese di aprile è stato oggetto di molestie da parte di un individuo a causa di una controversia in una procedura di divorzio. L'11 maggio successivo si è recato in Vaticano, assieme agli altri membri dell'episcopato canadese, per la visita ad limina apostolorum, allo scopo di discutere con il pontefice della situazione e dei problemi relativi alla sua arcidiocesi; il 19 novembre è stato invece ricevuto in udienza privata.
Il 19 maggio 2018 il papa lo ha nominato suo inviato speciale alla celebrazione del 200º anniversario dell'evangelizzazione dell'ovest e del nord del Canada, svoltosi poi il 15 luglio successivo. Il 30 giugno è stato anche ricevuto dal papa, che il 15 settembre lo ha chiamato a prendere parte alla XV assemblea generale ordinaria del Sinodo dei vescovi, dal 3 al 28 ottobre seguenti, con tema I giovani, la fede e il discernimento vocazionale. Il 6 ottobre è stato nominato anche membro del Dicastero per i laici, la famiglia e la vita.
Il 6 agosto 2020 è divenuto anche membro del Consiglio per l'economia.
Il 7 e 8 maggio 2025 ha partecipato come cardinale elettore al conclave che ha portato all'elezione di papa Leone XIV.

## Prese di posizione

### Eutanasia
Nel 2013 si è opposto alla legge sul rispetto delle cure di fine vita ed alla legalizzazione dell'eutanasia, nonostante fosse rigorosamente regolamentata. Ha dichiarato che "l'atto di porre fine a una vita non è un aiuto medico". Nel 2015 ha sostenuto che alcune persone anziane credono che questa legge sia motivata dal pesante carico fiscale della popolazione che invecchia e che mira a "sbarazzarsi di loro", piuttosto che offrire loro migliori servizi palliativi. Nel 2016 si è opposto al Bill C-14, altra legge federale, per l'assistenza medica a morire.

### Carta dei valori
Nel 2014 ha affermato di essere critico nei confronti della Carta dei valori del Québec proposta dal governo di Pauline Marois. Parlando per la neutralità religiosa dei dipendenti statali in posizioni di potere, tuttavia, ha aggiunto che il disegno di legge non dovrebbe applicarsi a tutti i dipendenti pubblici; l'Assemblea dei vescovi cattolici del Québec sta presentando un documento in tal senso.

### Controversie
Il 22 febbraio 2017 ha reagito ad una causa intentata contro l'Istituto secolare Pio X, di cui era direttore: una presunta vittima di violenza sessuale ha sostenuto che Lacroix lo avrebbe incoraggiato a perdonare il suo aggressore più che a denunciarlo. Ha risposto di non aver mai "provato a far tacere la gente". Il 23 marzo 2021 la Corte suprema del Québec ha concluso che "l'Istituto non era responsabile, né direttamente né in qualità di mandante".

## Genealogia episcopale e successione apostolica
La genealogia episcopale è:
- Cardinale Scipione Rebiba
- Cardinale Giulio Antonio Santori
- Cardinale Girolamo Bernerio, O.P.
- Arcivescovo Galeazzo Sanvitale
- Cardinale Ludovico Ludovisi
- Cardinale Luigi Caetani
- Cardinale Ulderico Carpegna
- Cardinale Paluzzo Paluzzi Altieri degli Albertoni
- Papa Benedetto XIII
- Papa Benedetto XIV
- Papa Clemente XIII
- Cardinale Enrico Benedetto Stuart
- Papa Leone XII
- Cardinale Chiarissimo Falconieri Mellini
- Cardinale Camillo Di Pietro
- Cardinale Mieczysław Halka Ledóchowski
- Cardinale Jan Maurycy Paweł Puzyna de Kosielsko
- Arcivescovo Józef Bilczewski
- Arcivescovo Bolesław Twardowski
- Arcivescovo Eugeniusz Baziak
- Papa Giovanni Paolo II
- Cardinale Marc Ouellet, P.S.S.
- Cardinale Gérald Cyprien Lacroix, I.S.P.X.

La successione apostolica è:
- Vescovo Gaétan Proulx, O.S.M. (2012)
- Arcivescovo Denis Grondin (2012)
- Vescovo Héctor Felipe Vila (2016)
- Vescovo Marc Pelchat (2016)
- Vescovo Louis Corriveau (2016)
- Vescovo René Guay (2018)
- Vescovo Pierre Goudreault (2018)
- Vescovo Martin Laliberté, P.M.E. (2019)
- Vescovo Jean Tailleur (2025)